# 米羅京
50°26′16″N 26°20′4″E / 50.43778°N 26.33444°E
米羅京（烏克蘭語：Миротин），是烏克蘭西北部的村莊，隸屬里夫內州的里夫內區。該村始建於1569年，面積9.2平方公里，海拔高度222米，2001年人口578，人口密度每平方公里62.8人。